# Kozlove
Kozlove (ucraniano: Козлове) es una localidad del Raión de Ivanivka en el óblast de Odesa del sur de Ucrania. Según el censo de 2019, tiene una población de 223 personas.